# Чарльз, Мел
Мелвин Чарльз (англ. Melvyn Charles, 14 мая 1935, Суонси, Уэльс — 24 сентября 2016) — валлийский футболист, игравший на позиции нападающего. Младший брат другого игрока сборной Уэльса Джона Чарльза. Выступал, в частности, за клубы «Суонси Сити», «Арсенал» и «Кардифф Сити», а также национальную сборную Уэльса.

## Клубная карьера
Родился 14 мая 1935 года в городе Суонси. Воспитанник юношеских команд футбольных клубов «Лидс Юнайтед» и «Суонси Сити». Во взрослом футболе дебютировал в 1952 году выступлениями за команду клуба «Суонси Сити», в которой провёл семь сезонов, принял участие в 233 матчах Второго дивизиона Англии и забил 69 мячей. Большую часть времени, проведённого в составе «Суонси», был основным игроком атакующего звена команды.
Своей игрой за эту команду привлёк внимание представителей тренерского штаба клуба «Арсенал», к составу которого присоединился в 1959 году за плату в размере 42750 фунтов стерлингов плюс два других игрока: Дэвид Додсон и Питер Дэвис. Эта сделка стала самым дорогим трансфером на то время, совершенным между двумя британскими клубами. Мелвин сыграл за «канониров» следующие три сезона своей игровой карьеры. В составе лондонского «Арсенала» был одним из главных бомбардиров команды, имея среднюю результативность на уровне 0,47 гола за игру первенства.
Сыграв всего 64 матча в трёх сезонах за «Арсенал» и забив 28 голов, директора клуба решили сократить свои расходы и продать Чарльза. Хотя Мел хотел вернуться в «Суонси Сити», они не хотели тратить деньги на трансферном рынке, поэтому в феврале 1962 года Чарлз перешёл в другой валлийский клуб, выступавший в чемпионате Англии — «Кардифф Сити», который заплатил «Арсеналу» 28500 фунтов стерлингов. Играя в составе «Кардифф Сити», Чарлз также выходил на поле в основном составе команды, однако не спас команду от вылета из элитного дивизиона по итогам сезона 1961/62, после чего игрок провёл в составе команды ещё три сезона во Втором дивизионе.
В дальнейшем выступал за «Портмадог» в чемпионате Уэльса и за «Озуэстри Таун» в Лиге Чешира, а также за «Порт Вейл» в Четвертом дивизионе Англии. Завершил профессиональную игровую карьеру в клубе «Хаверфордуэст Каунти», за который выступал на протяжении 1967—1972 годов.

## Выступления за сборную
В 1955 году дебютировал в официальных матчах в составе национальной сборной Уэльса. В течение карьеры в национальной команде, которая длилась 8 лет, провёл в форме главной команды страны 31 матч и забил 6 голов.
В составе сборной был участником чемпионата мира 1958 года в Швеции, первого в истории для сборной Уэльса. На турнире сыграл во всех пяти матчах и помог команде добраться четвертьфинала, где она уступила будущим триумфаторам турнира бразильцам.